# NGC 7712
NGC 7712 (другие обозначения — PGC 71850, UGC 12694, IRAS23333+2320, MCG 4-55-30, KARA 1028, ZWG 476.73, KUG 2333+233) — галактика в созвездии Пегас.
Этот объект входит в число перечисленных в оригинальной редакции «Нового общего каталога».
В галактике вспыхнула сверхновая SN 2015K типа Ic, её пиковая видимая звездная величина составила 16,3.